# The Washington Times
The Washington Times – dziennik wychodzący w Waszyngtonie, stolicy USA. Założony został w 1982 przez Sun Myunga Moona, znanego głównie jako twórca Kościoła Zjednoczeniowego. Washington Times prezentuje konserwatywne poglądy polityczne i społeczne. Osiąga nakład około 40  tysięcy egzemplarzy. Obecnie związany nadal kapitałowo z założycielem przeszedł w ręce spółki News World Media Development.
Wydawcy „WT” podjęli drastyczne kroki zwalniając większość pracowników i likwidując wiele działów, w tym sekcję sportową. Liczba zatrudnionych w „WT” zmniejszyła się z 225 w 2002 roku do 70 osób obecnie.